# Püspökpuszta
Püspökpuszta (románul: Avram Iancu) falu Romániában, a Partiumban, Arad megyében. Román nevét Avram Iancu felkelő vezérről kapta.

## Fekvése
Csermő mellett fekvő település.

## Története
Püspökpuszta Csermő határából kivált település.
1956-ban 226 lakosa volt.
A 2002. évi népszámláláskor 101 román lakosa volt a falunak.